# وداد العيدوني
وداد العيدوني هي أكاديمية وعالمة مغربية. هي أول امرأة من شمال المملكة تلقي درسا حسنيا أمام جلالة الملك محمد السادس  نصره الله.
عينت من طرف الملك محمد السادس سنة 2016 عضو المجلس الأعلى لمؤسسة محمد السادس للعلماء الأفارقة، كما عينت عضو مجلس جامعة القرويين منذ 2016.

## مسيرتها العلمية
تنحدر من مدينة طنجة حيث نشأت في بيت علم، أنهت دراستها الابتدائية والثانوية بمدينة طنجة وبعد حصولها على شهادة البكالوريوس أنهت دراستها بمدينة تطوان ثم بمدينة الرباط حيث تابعت دراستها بدار الحديث الحسنية حيث حصلت منها على شهادة الدراسات العليا، ومن جامعة محمد الخامس شهادة الدراسات المعمقة، وحصلت على شهادة الدكتوراه بميزة مشرف جدا.

## المهام التي شغلتها
شغلت مهام عديدة من بينها:
- أستاذة التعليم العالي–  شعبة القانون الخاص ـ بكلية الحقوق  بجامعة عبد المالك السعدي.
- منسقة  ماستر: «المهن القانونية والقضائية»[3] بكلية الحقوق بطنجة منذ 2014 إلى الآن.
- رئيسة مختبر: «الدراسات القانونية والتنمية المستدامة في الفضاء الأورومتوسطي» كلية الحقوق، طنجة.
- رئيسة المرصد الوطني للدراسات الوقفية، كلية الحقوق، طنجة.[4]
- عضو المجلس الأعلى لمؤسسة محمد السادس للعلماء الأفارقة، حيث شاركت في كثير من أنشطة مؤسسة محمد السادس للعلماء الأفارقة الرسمية والعلمية.
- عضو المجلس العلمي المحلي[5] لعمالة طنجة أصيلا.
- عضوة المجلس العلمي الأعلى.[6]
- رئيسة  الخلية المكلفة بشؤون المرأة وقضايا الأسرة التابعة للمجلس العلمي المحلي بطنجة.[7]
- عضو مجلس جامعة القرويين بفاس.
- عضو نادي اليونسكو للمحافظة على البيئة والتنمية البشرية – المغرب.
- سفيرة أمل لسنة 2012[8] منظمة السلام، إيطاليا.
- عضو المنتدى العربي للطفولة بالقاهرة.
- عضو المجمع العربي للملكية الفكرية بعمان، الأردن.

## مؤلفاتها
لديها عدد من المقالات القانونية والشرعية منشورة في جرائد  ومجلات علمية وطنية ودولية تناولت مواضيع قانونية مختلفة، بالإضافة إلى الكتب من بينها:
1. الحماية القانونية للملكية الأدبية والفنية في التشريع المغربي والاتفاقيات الدولية سنة 2019.
2. الحماية القانونية للطفل بين المقتضيات الشرعية والاتفاقيات الدولية.
3. كفالة الأطفال المهملين في التشريع المغربي.
4. التنظيم القضائي المغربي على ضوء آخر المستجدات التشريعية والتنظيمية سنة 2018.
5. المنظومة القضائية المغربية دراسة في الهياكل والاختصاص 2013.
6. وسائل الإثبات أمام محاكم الأسرة المغربية سنة 2007.
7. الملكية الأدبية والفنية في التشريع المغربي سنة 2005.

## اللقاءات الإعلامية
- القناة الفضائية السادسة:[9] برنامج مجلة السادسة، برنامج المجلس العلمي في محله، وبرنامج خاص عن خلية المرأة والأسرة بالمجلس العلمي بطنجة.
- القناة المغربية الأولى: برنامج المجلس العلمي في محله 2007.
- إذاعة كاب راديو: برنامج قضايا المجتمع، حوارات مباشرة حول مواضيع: العنف الأسري / المركز القانوني للمرأة المغربية منذ 2010 إلى الآن.
- إذاعة محمد السادس: لقاءات مباشرة حول مواضيع: حقوق المرأة / الإجهاض/ جريمة التسول /أنشطة خلية المرأة والأسرة بالمجلس العلمي بطنجة / الحوار الأسري/ إصلاح ذات البين/ العمل الخيري/ المرأة ومدونة الأسرة. منذ 2008 إلى الآن.
- إذاعة راديو ميدي 1: برنامج سؤال الساعة حول المناصفة والمساواة.مارس 2015.

## الجوائز والشهادات التقديرية
حصلت على وسام سفيرة أمل سنة 2012، وعلى شواهد تقديرية من عدد من المؤسسات الحكومية العربية مثل، معهد الدراسات والقيادات النسائية بالأردن 2013، ومؤسسة الأوقاف وشؤون القصر بدبي سنة 2006، وجامعة الشارقة سنة 2010، والأمانة العامة للأوقاف بالكويت أبريل سنة 2008 وغيرها.